# سیداحمدی (بستک)
 سیداحمدی  روستای کوچکی در منطقه گوده از توابع بخش مرکزی شهرستان بستک در غرب استان هرمزگان در جنوب ایران واقع شده‌است.
این روستا در ۴۲ کیلومتری شرق روستای تدرویه واقع است.

## محدوده سیداحمدی
از شمال تدرویه، از جنوب دهستان دهتل، از مغرب عالی قندی، و از سمت مشرق به کنچی محدود می‌گردد.

## جمعیت
این روستا در دهستان دهتل قرار دارد و براساس سرشماری مرکز آمار ایران در سال ۱۳۸۵، جمعیت آن ۱۵۴ نفر (۳۶خانوار) بوده‌است که از اهل سنت و از شاخه شافعی هستند یعنی از پیروان امام محمد ادریس شافعی می‌باشند و به زبان فارسی و به گویش محلی تکلم می‌کنند.
دارای مسجد وآب‌انبار برکه و یک حلقه چاه پمپ 
آب و تعداد ۱۰۰۰اصله نخل و ۵۰۰۰ زمین زیر کشت دیم است. سید احمدی یا پس رودخانه دهستان دهتل، پس رودخانه شور شمال شرقی دهتل بین راه تدرویه و دهتل واقع است.

## پیشهٔ
پیشهٔ مردم روستا دامداری وکشاورزی است و از این راه امرار معاش می‌کنند.